# Ostia (città antica)
Ostia  fu una città del Latium vetus, porto della città di Roma, che attualmente si trova nelle vicinanze della foce del fiume Tevere.
Prima colonia romana fondata nel VII secolo a.C. dal re di Roma Anco Marzio, si sviluppò particolarmente in epoca imperiale come centro commerciale e portuale, strettamente legato all'annona (approvvigionamento di grano per la capitale). Rimase centro residenziale e amministrativo dopo la costruzione dei porti di Claudio e di Traiano, ma decadde rapidamente in epoca tardo-antica, sostituita dal centro portuale di Porto, e fu abbandonata in epoca alto-medievale.
Le rovine della città furono scavate a partire dagli inizi del XIX secolo sotto Pio VII e proseguirono, nel medesimo secolo, sotto Pio IX: si sono conservate, insieme ai monumenti pubblici, numerose case di abitazione e strutture produttive che ne fanno un'importante testimonianza della vita quotidiana antica.

## Etimologia
In latino "Ostium" significa "bocca di fiume", l'antica città di Ostia venne in effetti fondata nel IV secolo a.C. proprio sulla bocca del fiume Tevere, un luogo di importanza strategica, da cui il suo nome.

## Storia

### Fondazione
Il sito, che in origine si trovava sulla costa e oggi è, invece, a 4 km nell'interno, era situato vicino alle saline presenti presso la foce del fiume Tevere che furono utilizzate probabilmente già dall'epoca protostorica, nell'età del bronzo media e recente.
Secondo la tradizione tramandata dalle fonti romane antiche, una città vi sarebbe stata fondata dal re di Roma Anco Marzio nel 620 a.C.: Ennio riporta che fu fortificata e che vi fu creato un porto, Livio riferisce la fondazione alla foce del Tevere in seguito all'estensione del dominio romano fino al mare e la creazione delle saline nei pressi, mentre Cicerone parla della fondazione di una colonia alla foce del Tevere. Il nome deriva dal latino ostium (pl.: ostia), per bocca o foce, ovvero porta, ingresso.
Di questo originario insediamento non è stata tuttavia rinvenuta alcuna traccia in corrispondenza del sito attuale ed è stato ipotizzato che fosse sorto altrove.
La città attualmente visibile sorse come un accampamento fortificato (castrum) nel corso del IV secolo a.C.. Sulla data precisa di fondazione le opinioni degli studiosi sono discordanti: la ceramica più antica rinvenuta nell'area del castrum è datata al 390-350 a.C., ma uno scavo del 1971 nell'area delle mura ne daterebbe la costruzione agli inizi del III secolo a.C..
La fondazione di questo avamposto militare viene collegata al controllo sulla fascia costiera dopo la conquista di Veio nel 396 a.C. o alle necessità di difesa costiera in seguito alle prime attività marittime.
L'accampamento si impiantò al di sopra dell'incrocio tra un antichissimo percorso costiero (ricalcato nella successiva espansione della città dall'allineamento di via della Foce e del tratto meridionale del cardine massimo, obliquo rispetto al tracciato ortogonale interno al castrum, e più tardi tra il tratto della via Severiana) e il tracciato che conduceva dalle saline della foce all'entroterra appenninico lungo la riva sinistra del Tevere (via Salaria), il cui tratto tra Roma e il mare divenne la via Ostiense, tracciata di nuovo probabilmente contemporaneamente alla costruzione dell'accampamento.

### Età repubblicana

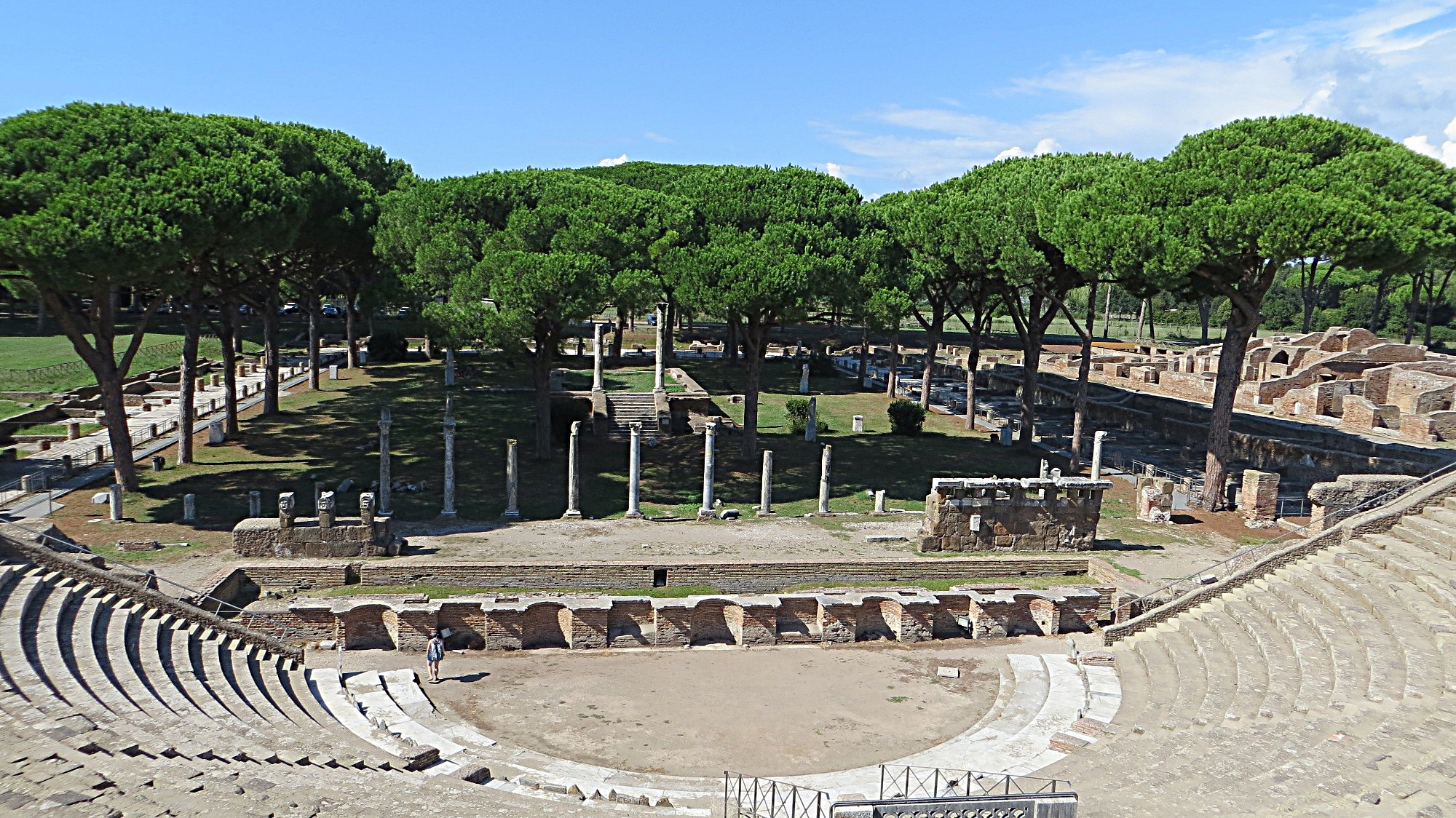
Il Foro visto dal teatro

Si sviluppò in origine probabilmente come base navale e nel 267 a.C., durante la prima guerra punica, fu sede di uno dei quaestores classici incaricato della flotta, che fu detto quaestor Ostiensis. Ebbe un rilevante ruolo commerciale e militare durante la seconda guerra punica, tanto da farle ottenere l'esenzione dal servizio militare per i suoi abitanti.
Nel corso del II secolo a.C. divenne progressivamente prevalente il suo ruolo come porto commerciale, legato alle importazioni di grano per la città di Roma, e dovette iniziare l'espansione degli edifici al di fuori del castrum; in questo contesto, l'antico approdo situato sulla riva destra del fiume apparve insufficiente a garantire le cresciute esigenze di Roma e dei suoi porti fluviali, tanto che il senato romano dovette inviare ad Ostia il pretore urbano Gaio Caninio per delimitare come pubblico un'ampia porzione di terreno lungo la riva sinistra da destinare alla costruzione di nuove banchine e di strutture portuali, sottraendola così alla pretese di privati cittadini.
Nell'87 a.C. durante la guerra civile tra Mario e Silla fu saccheggiata da Gaio Mario e nel 69-68 a.C. fu presa dai pirati, che distrussero la flotta nel porto. Successivamente, la costruzione delle mura fu avviata su incarico del Senato romano durante il consolato di Cicerone nel 63 a.C. e conclusa da Publio Clodio Pulcro, tribuno della plebe nel 58 a.C..
In questo periodo la città, che era stata sempre governata direttamente dai magistrati romani, iniziò ad avere i propri magistrati (attestati epigraficamente dai fasti ostienses a partire dal 49 a.C.). Membri dell'aristocrazia locale furono Publio Lucilio Gamala e Gaio Cartilio Poplicola (sostenitore di Ottaviano), che rivestirono la carica di duoviro, la più alta nelle magistrature locali.

### Età imperiale

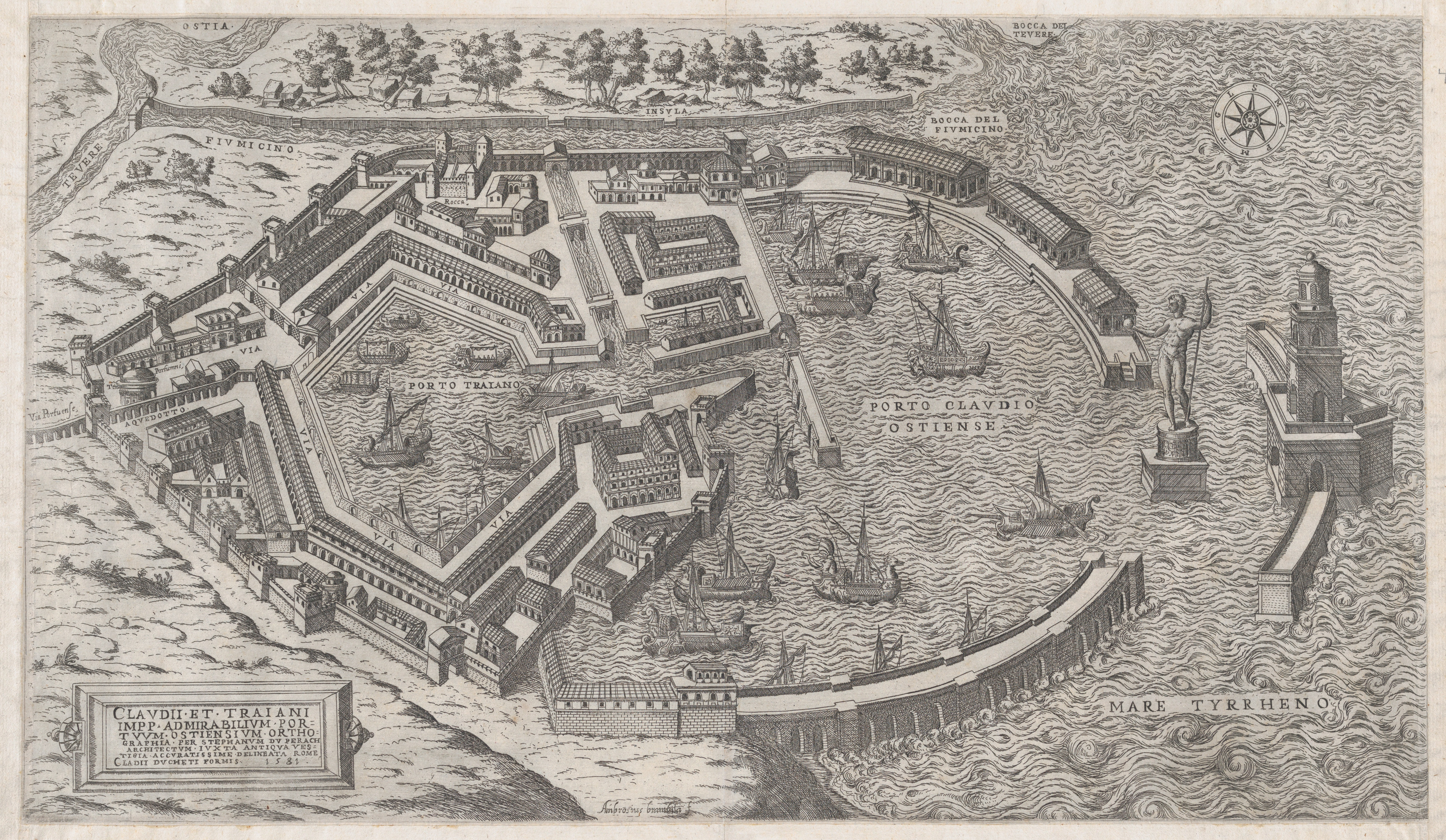
Il Porto di Ostia in una ricostruzione del 1581

Con l'età augustea Agrippa fece costruire il teatro (18-12 a.C.), fu probabilmente sistemato il foro cittadino e sotto Caligola (37-41 a.C.) venne costruito un acquedotto. Nel 14 d.C. l'imperatore Claudio sostituì l'antica carica dei questori ostiensi con un procurator annonae dell'ordine equestre, incaricato dell'approvvigionamento di grano, che dipendeva dal prefetto dell'annona.
A causa dell'insufficienza del porto fluviale, Claudio iniziò nel 42 d.C. la costruzione di un porto artificiale più a nord, collegato al Tevere da un canale artificiale, e un secondo porto esagonale venne costruito tra il 106 e il 113 sotto Traiano. Alle attività portuali venne preposto un procuratore portus utriusque. Lo sviluppo delle attività portuali accrebbe la prosperità di Ostia, che comunque mantenne la sua funzione di centro amministrativo per l'annona, tanto che si stima che nel II secolo d.C. contasse circa 50.000 abitanti; la città subì importanti interventi edilizi sotto Adriano, che per due volte ricoprì la principale magistratura cittadina di duoviro, e sotto i suoi successori. Gli interventi si succedettero almeno fino alla fine dell'età severiana, quando fu restaurato il teatro, costruito un grande emporio e la via severiana.

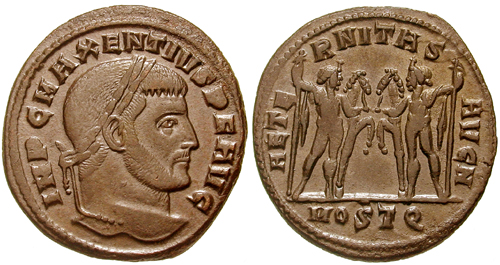
Moneta di Massenzio coniata nella zecca di Ostia, attiva sotto questo imperatore

La crisi del III secolo comportò il calo della popolazione, testimoniato anche dagli edifici crollati e non più ricostruiti, e la scomparsa delle magistrature locali, mentre la città fu posta direttamente sotto l'autorità del prefetto dell'annona. Il centro delle attività economiche si spostò verso Porto, il nucleo sorto presso i bacini portuali.
Agli inizi del IV secolo, Massenzio fondò la zecca di Ostia trasferendo qui quella di Cartagine (308/309); dopo la sua sconfitta, Costantino I la trasferì a sua volta ad Arelate. Costantino rese anche indipendente la città di Porto, rinominata Civitas Flavia Constantiniana e costruì a Ostia una basilica, dedicata ai santi Pietro, Paolo e Giovanni Battista sede del vescovo di Ostia. Con l'autonomia concessa a Porto si ebbe un generale peggioramento dell'economia, ma anche una ripresa dell'attività costruttiva, spesso con reimpiego di materiale più antico. A Porto si erano spostate le attività economiche, mentre Ostia si trasformò in un lussuoso centro residenziale, con le antiche aree produttive ormai abbandonate. Verso la fine del IV secolo, l'abitato si era concentrato nella zona extra muraria di Porta Marina, lungo la via Severiana che collegava Porto con Terracina, mentre molti edifici cittadini erano ormai in rovina, tanto che Ostia non fu coinvolta nel sacco di Roma, come invece lo fu Porto.
Nel 387, mentre era in procinto di tornare in Africa con il figlio Agostino d'Ippona, futuro Sant'Agostino, Monica, in seguito santificata e nota come Santa Monica, morì improvvisamente ad Ostia.

### Età medievale
La decadenza e il calo della popolazione proseguirono nel corso del V secolo, alla fine del quale smise di funzionare l'acquedotto. Nel 537, nel corso dell'assedio a Roma da parte dei Goti che avevano occupato Portus, Ostia divenne uno dei capisaldi della difesa romana comandata dal generale Belisario. Nonostante l'esito positivo di questa campagna militare, intorno al 600 d.C. la presenza umana ad Ostia ed a Portus ormai era diventata trascurabile.
Nell'846 fu saccheggiata dai Saraceni e definitivamente abbandonata a favore della nuova città di Gregoriopoli, costruita poco più a est nel luogo dell'attuale Borgo in corrispondenza di un'ampia ansa del Tevere per volere di papa Gregorio IV (827-844),, in maniera molto contenuta col fine di dare rifugio ai pochi lavoratori rimasti in zona. A questo periodo risalgono le spoliazioni dei monumenti dell'antica città, utilizzati per l'edificazione di nuovi edifici. In conseguenza di questo saccheggio, Papa Giovanni VIII (872 - 882) al fine di mettere in sicurezza le comunicazioni tra Roma e il mare, fece costruire della mura a protezione della Basilica di San Paolo fuori le mura e di Ostia.
Nel 1167 la città fu saccheggiata dai pisani che, parteggiando per l'imperatore e l'antipapa, devastarono la costa della Maremma fino ad Ostia, tanto che quando Riccardo I d'Inghilterra vi sbarcò nel 1190 vi trovò immense rovine di antiche muraglie.
Da questo momento l'abitato venne citato più volte in relazione alle azioni piratesche che miravano a saccheggiare Roma e il suo circondario, come anche alle azioni navali poste a contrasto di queste, che da Ostia partivano o facevano base. Nel 1408 il piccolo borgo fu saccheggiato dalle truppe di Ladislao I di Napoli mentre si dirigevano ad assediare Roma, e le conseguenze sono state ancora visibili decenni dopo, quando fu visitato da Papa Pio II (1458-1464).
La conoscenza dell'antica città non venne mai meno, sia per la sua vicinanza al Tevere, utilizzato per i traffici commerciali di Roma, sia per le spoliazioni a cui erano soggetti i monumenti, destinate alla costruzione di nuovi edifici; tra queste iniziano anche quelle finalizzate alla costituzione delle prime collezioni storico-artistiche, tra le quali è nota quella di Cosimo de' Medici, che portò a Firenze alcune statue e gioielli.  che comunque restava poco popolato a causa della malaria, mentre tra il 1461 e il 1483 fu ripristinato l'intero circuito murario.
Agli inizi del XV secolo Papa Martino V (1417-1431) fece costruire una torre a difesa del Tevere, a dimostrazione della ritrovata importanza del sito per il controllo dei traffici commerciali a cui erano legate le tasse doganali, che comunque restava poco popolato a causa della malaria, mentre tra il 1461 e il 1483 fu ripristinato l'intero circuito murario.
Che il borgo avesse ritrovato l'antica vocazione marittima lo dimostra anche la celebre fuga di Papa Eugenio IV che, nel 1434 travestito da monaco, discese il Tevere per imbarcarsi da Ostia alla volta di Pisa.

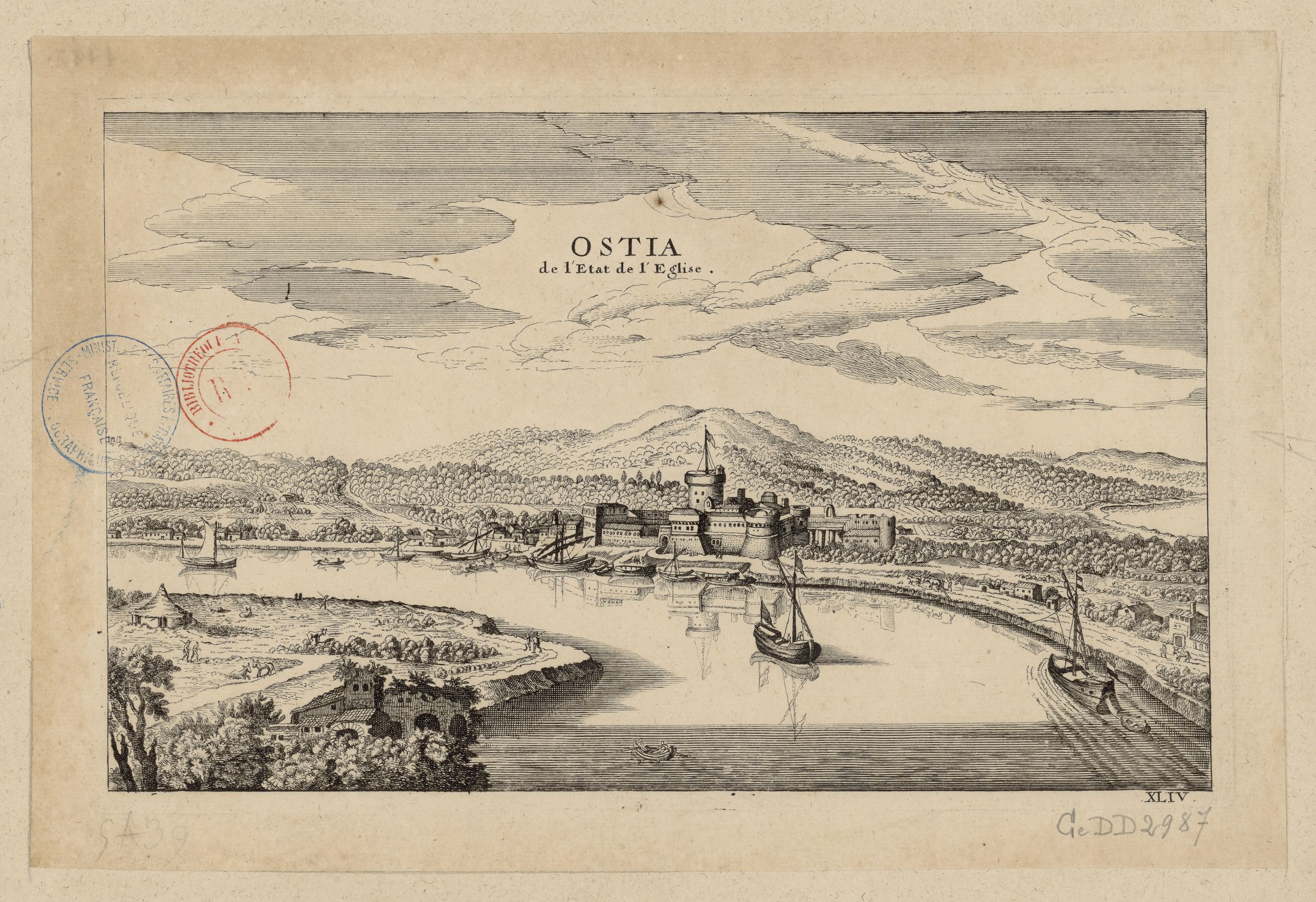
Il castello nel XVIII secolo

### Età moderna
Tra il 1483-87 a Gregoriopoli venne costruito, su progetto Baccio Pontelli commissionato dal cardinale Giuliano della Rovere (futuro Papa Giulio II) l'attuale castello, con lo scopo di proteggere l'accesso a Roma via fiume. Tra il 1494 e il 1497, dopo essere stata inizialmente occupata dagli Orsini, Ostia fu occupata dalle truppe francesi di Carlo VIII di Francia, nell'ambito della sua discesa in Italia organizzata per conquistare il Regno di Napoli.
Nel 1557 una grande alluvione deviò il corso del Tevere e il castello perse il suo scopo. Da questo momento, anche per la presenza di acquitrini che favorivano la comparsa della malaria, l'insediamento andò spopolandosi; i pochi abitanti, almeno fino a tutto il XVIII secolo, vivevano dell'allevamento di bufali e dell'estrazione del sale.
A fine XVII secolo si ha notizia di scavi realizzati dall'ambasciatore portoghese presso il Vaticano, che riportarono alla luce diverse statue, busti ed anche mosaici pavimentali, poi trasferiti in Portogallo; alcuni di questi ritrovamenti furono acquistati dal principe Chigi, che li usò per abbellire il piazzale della villa di Castel Fusano e la Villa Borghese a Roma. Da questo momento l'area fu interessata da scavi tesi a recuperare reperti archeologici da destinare dalla vendita, successivamente confluiti in diversi musei europei, tra i quali quelli condotti dal pittore scozzese Gavin Hamilton nel 1788, fino al divieto di papa Pio VII di inizio XIX secolo.

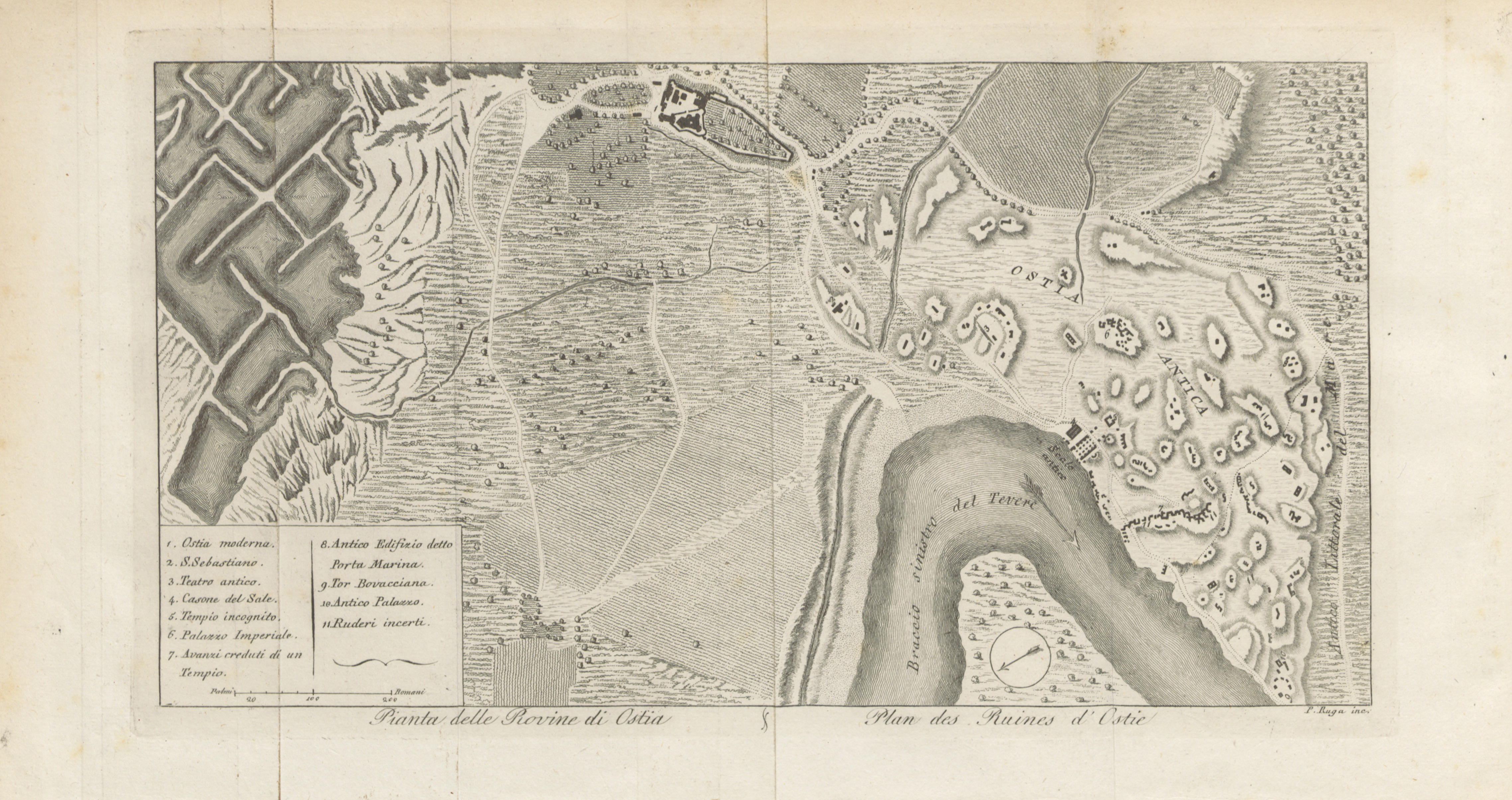
Pianta delle rovine di Ostia dal racconto di Antonio Nibby del 1891

Lo storico ed archeologo Antonio Nibby che la visitò nel 1819, racconta di come si passava dalla decina di abitanti dell'estate, quando il borgo era infestato dalla malaria, al centinaio di persone dell'inverno. I primi scavi furono condotti da Giuseppe Petrini negli anni 1801-1805,  sotto papa Pio VII, e successivamente, con più mezzi e più moderne tecniche di indagine da Carlo Fea, Pietro Ercole e Carlo Ludovico Visconti nel 1855 sotto il pontificato di papa Pio IX. Al Papa si deve la decisione di lasciare in loco, per quanto possibile, le opere e monumenti ritrovati, nonché la costituzione del primo museo ospitato nell’antico Casone del Sale.
Passata allo stato italiano gli scavi vi furono continuati tra il 1871 e il 1874 da Pietro Rosa, e tra il 1877 e il 1889 da Rodolfo Lanciani. Tra il 1897 e il 1905 si trattò più che altro di saggi, condotti da Luigi Borsari e Giuseppe Gatti. I lavori di scavo ripresero più sistematicamente a partire dal 1907 e fino al 1913, anno della sua morte, con Dante Vaglieri e poi con Roberto Paribeni, responsabile degli scavi fino al 1924 e quindi con Guido Calza, che aveva iniziato a lavorare ad Ostia da giovane, già nel 1912, e che ne fu responsabile tra il 1924 e il 1946. Il Calza condusse gli scavi estensivi realizzati tra il 1938 e il 1942 con il proposito di presentare il nuovo sito archeologico all'Esposizione universale di Roma prevista per il 1942.
Dopo un momento di fermo nel dopoguerra, tra gli anni '50 e gli anni '70 si trattò di consolidare quanto era stato riportato alla luce con gli scavi realizzati tra il 1938 e il 1942 per l'Esposizione Universale di Roma. A seguito dell'abnorme crescita di piante rampicanti (edera), in alcuni casi introdotte con l'intento di consolidare i reperti murari, il periodo tra gli anni '70 e '90 fu caratterizzato, oltre che dal ripristino del naturale habitat naturale, da un importante e profondo ripensamento in termini scientifici dell'attività archeologica complessivamente considerata, operata sulla base della rivisitazione storica di quanto realizzato ad Ostia negli ultimi 100 anni.

## Descrizione

### Urbanistica

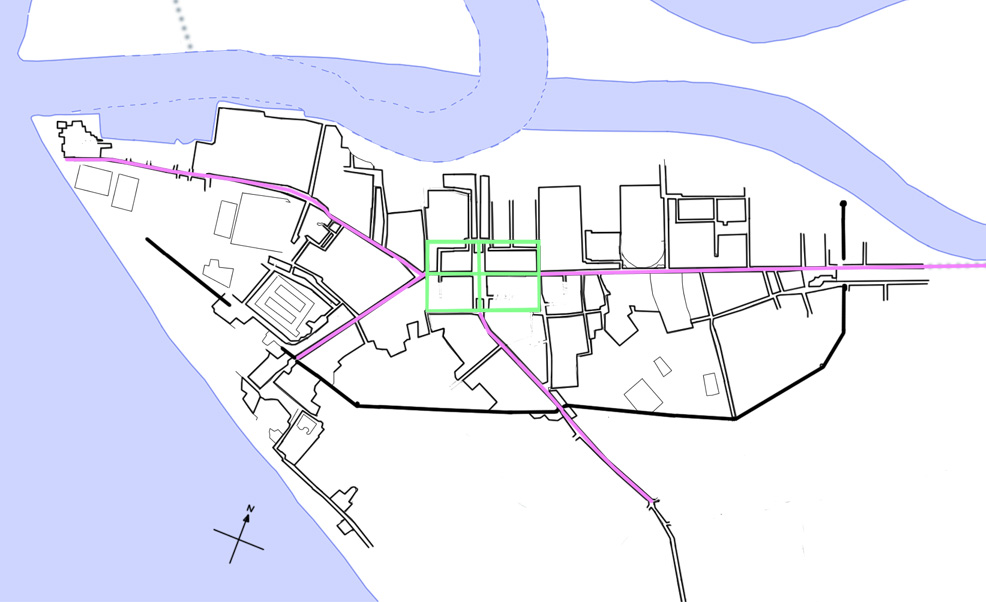
Pianta schematica con la sovrapposizione del castrum alla viabilità precedente

Il castrum repubblicano, secondo la tipica pianta ortogonale, era impiantato su due vie principali che si incrociavano ad angolo retto al centro: il cardine e il decumano massimi, quest'ultimo impostato sul tracciato della via Ostiense proveniente da Roma. Cardine e decumano uscivano dalle mura del castrum per mezzo di quattro porte.
Subito fuori dalla porta meridionale del castrum, il cardine deviava verso sud-ovest riprendendo il tracciato dell'antica via costiera verso Laurentum (più tardi divenuto tratto della via Severiana). A sua volta, subito dopo la porta occidentale, il decumano deviava verso sud-est dirigendosi direttamente verso la spiaggia, allora poco distante. Da questo punto si dipartiva anche verso nord-ovest la via della Foce, altro tratto del percorso costiero al quale si era sovrapposto il castrum, diretto verso la foce del fiume.

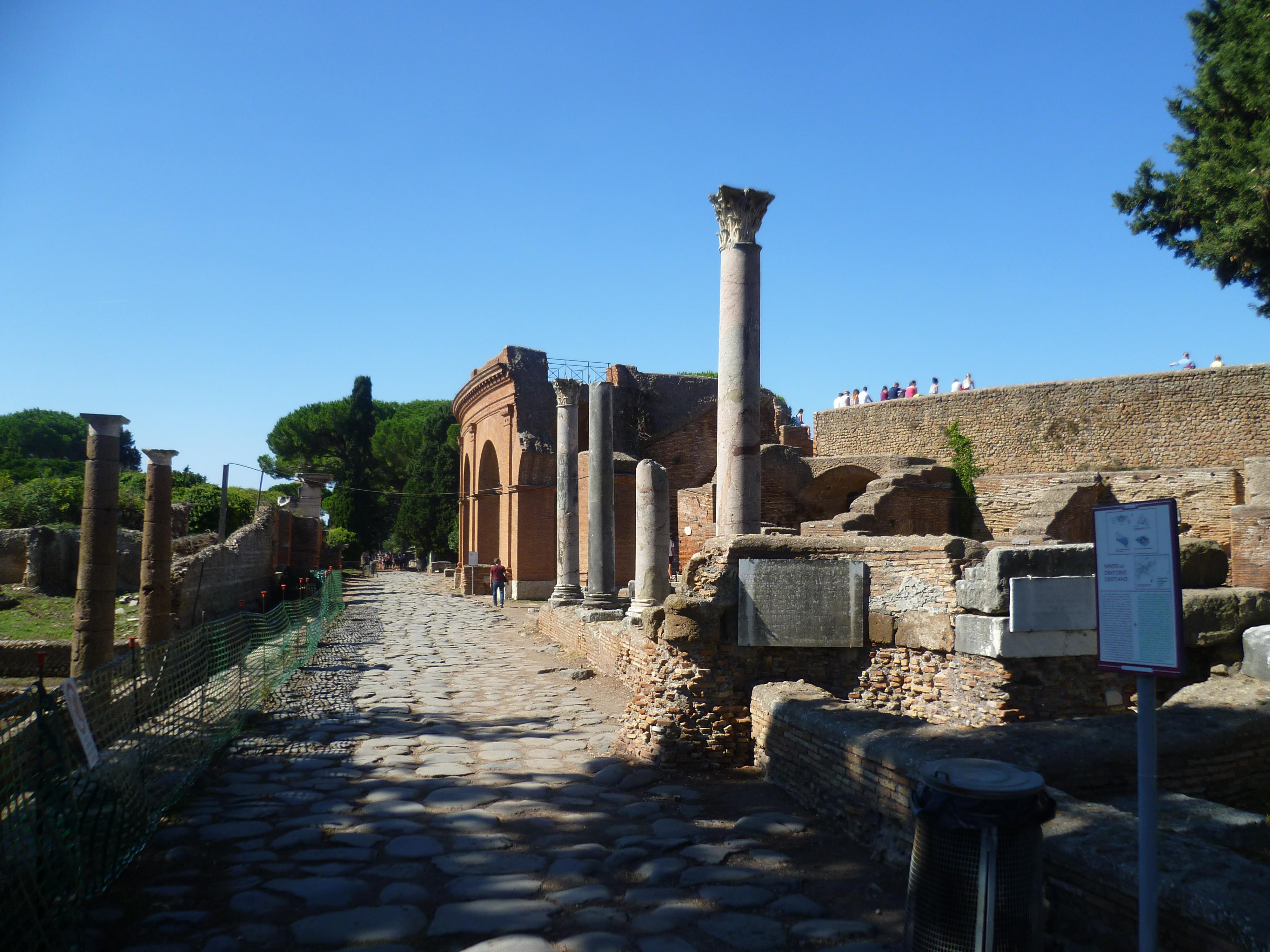
Decumano massimo in prossimità del Teatro

La successiva espansione delle costruzioni fuori dalle mura del castrum seguì questi percorsi preesistenti dando un aspetto disordinato all'urbanistica cittadina. Anche le vie che costeggiavano in origine il percorso delle mura del castrum (vie pomeriali) rimasero in parte nella topografia successiva. Le nuove mura del I secolo a.C. racchiusero la città così come si era formata con un percorso irregolare: la porta Romana si trovava all'estremità orientale del decumano massimo, in direzione di Roma, la porta Laurentina al termine del tratto meridionale obliquo del cardine massimo, verso sud, in direzione di Laurentum, e infine la porta Marina era collocata verso la spiaggia, al termine del tratto obliquo del decumano massimo. Le nuove mura racchiudevano un'area di circa 69 ha.
Dal I secolo d.C., la zona della città stretta tra le mura di porta Marina e la vicina costa marina fu interessata da intense attività edilizie a carattere multifunzionale, così che, accanto a edifici a carattere religioso, come il santuario della Bona Dea, si trovano la Domus Fulminata, il mausoleo dei Gamala e locali commerciali, come la Caupona del dio Pan. In età traianea e adrianea quest'area fu intensamente lottizzata e, tra gli altri edifici, furono edificati le Terme della Marciana e le Terme del Sileno; tutta quest'area costiera era servita da una via costiera utilizzata per la viabilità locale che in epoca severina fu dotata di un pavimentata.
All'interno della città, un'altra via importante era la via Semita dei cippi, dai cippi sui cui era riportata l'iscrizione semita hor(reorum), strada dei magazzini, dove era immagazzinato il grano; la via collegava direttamente il decumano massimo alla porta Laurentina (la sua prosecuzione sul lato opposto del decumano verso il fiume ha il nome moderno di via dei Molini).

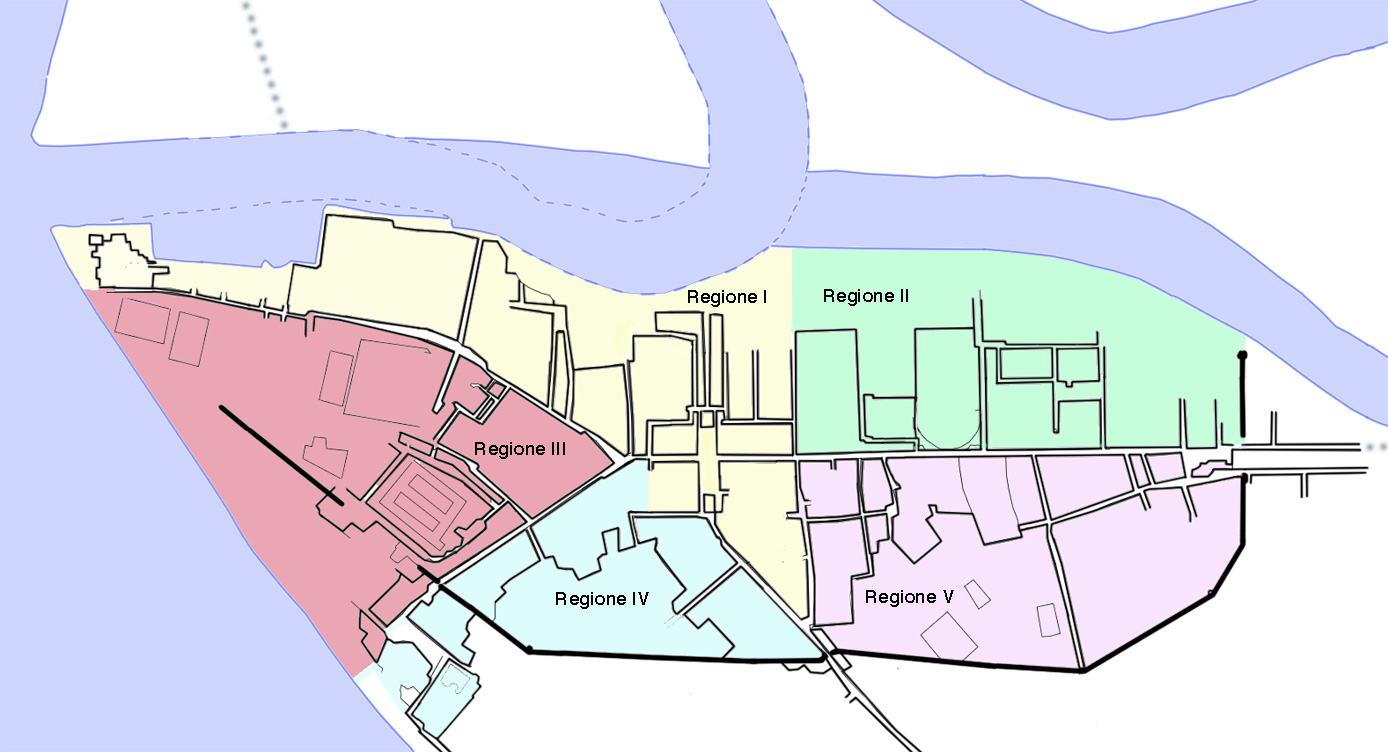
Suddivisione della città antica in regioni

Analogamente alla suddivisione di Roma in 14 regioni, anche Ostia era stata divisa in regioni, almeno cinque, delle quali non conosciamo l'estensione o i confini. L'attuale identificazione delle regioni è quella ipotizzata dall'archeologo Guido Calza già nel 1924:
- regione I: settore centrale, con l'intero castrum e fuori da esso i settori tra il Tevere, l'allineamento di via della Foce - tratto meridionale del cardine massimo e la via dei Molini-Semita dei Cippi;
- regione II: il settore nord-orientale, tra il Tevere e il decumano massimo, fino alla via dei Molini
- regione III: il settore occidentale, tra la via della Foce e il tratto occidentale del decumano massimo:
- regione IV: il settore meridionale, tra il tratto occidentale del decumano massimo e il tratto meridionale del cardine massimo;
- regione V: il settore sud-orientale, tra il decumano massimo e la semita dei cippi.

All'interno delle regioni, gli isolati sono indicati da un numero progressivo in cifre romane e i singoli edifici all'interno degli isolati da un numero progressivo in cifre arabe.

### Mura
Le mura del castrum repubblicano di spessore di poco superiore a 1,50 m, sono costruite in opera quadrata di blocchi di tufo di Fidene, sistemati irregolarmente di testa e di taglio. Un tratto delle mura sul lato orientale è stato riutilizzato come muro di spina di un caseggiato di taberne (I,I,4) e si è dunque conservato. Altri tratti del muro si conservano all'interno del Piccolo mercato (I,VIII,1), degli Horrea epagathiana (I,VIII,3) e del caseggiato a taberne (I,VIII,10).
Le mura del I secolo a.C. furono costruite su incarico del Senato romano durante il consolato di Cicerone nel 63 a.C. e concluse da Publio Clodio Pulcro, tribuno della plebe nel 58 a.C..
Le nuove mura furono realizzate in opera quasi reticolata, con tufelli in tufo di Monteverde. Alla base sono spesse circa 2 m e sono costituite da fasce rientranti dell'altezza di circa 2 piedi; sul lato interno del muro, dove manca il paramento, dovevano essere appoggiate ad un terrapieno. Ne sono conservati solo scarsi tratti e non è noto se proseguissero anche sul lato lungo il fiume, dove avrebbero ostacolato tuttavia le operazioni portuali. È possibile che terminassero con due torri quadrate in prossimità del fiume, di cui si conservano i resti fuori dell'area archeologica attuale: ad una di esse si addossò in seguito il mitreo Aldobrandini (I,I,3).
Gli edifici della città cominciarono ad addossarsi alle nuove mura già a partire dall'età augustea e con Vespasiano il percorso fu riutilizzato per sostenere un acquedotto. La funzione difensiva non venne ripristinata neppure in epoca tardo-antica, quando la città fu nuovamente soggetta ad attacchi esterni, ma era ormai di importanza ridotta, avendo perso le funzioni commerciali ed economiche a favore di Porto e in caso di necessità venne usato come fortezza il teatro.

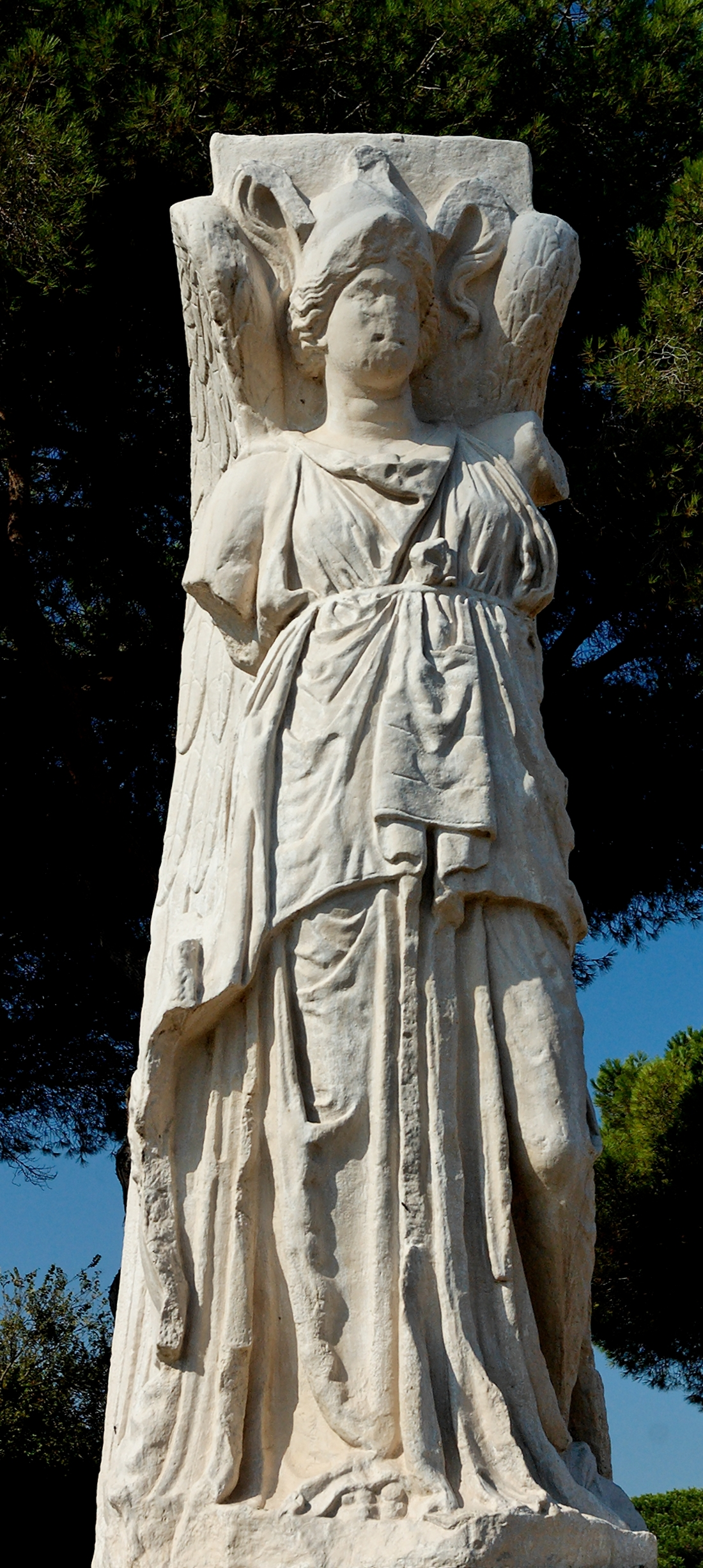
Copia della statua dalla decorazione marmorea domizianea di porta Romana

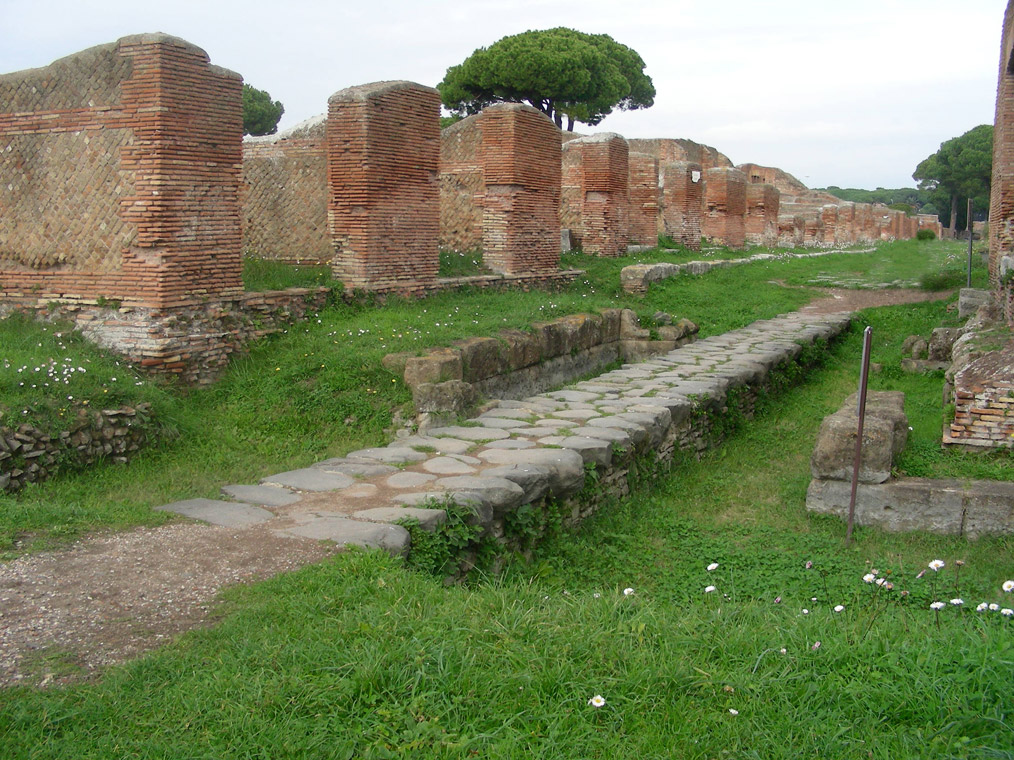
Resti di porta Marina

Nelle nuove mura si aprivano tre porte, conosciute con nomi moderni:
- Porta Romana, sul decumano massimo, lato orientale (via Ostiense, in direzione di Roma); è costruita in opera quadrata a blocchi di tufo, presenta il fornice di ingresso più indietro rispetto alla linea delle mura, fiancheggiato da due torri quadrate.[75] In età domizianea venne ricostruita ad un livello più alto, con decorazione architettonica in marmo e con una statua di Minerva-Vittoria alata.[76] Subito fuori dalla porta si trova un basamento per una statua dedicata alla salute dell'imperatore da un membro della famiglia ostiense degli Acili Glabrioni, patrono della colonia.[77] Poco più a sud, durante gli scavi del 1856 condotti da Carlo Ludovico Visconti, è stata trovata una porta secondaria[78], forse costruita all'epoca contemporaneamente alla ricostruzione della Porta Romana.
- Porta Laurentina, sul cardine massimo, in direzione di Laurentum, è costituita da una struttura rettangolare in blocchi di tufo, fiancheggiata da torri quadrate alte 5.85 metri. Ad un solo vano, conserva i solchi per la saracinesca e l'incavo utilizzato per la chiusura della porta.[79][80][81]
- Porta Marina, sul decumano massimo, lato occidentale (in direzione della spiaggia). Costruita in blocchi di tufo con fornice arretrato rispetto alla linea delle mura e fiancheggiato da torri quadrate. Fu rasa al suolo nel I secolo e rimpiazzata da un arco più a sud con decorazione in marmo. Nella prima metà del III secolo al di sopra dei resti si impiantò la caupona di Alexander (IV,VII,4).[82][83]

### Edifici principali

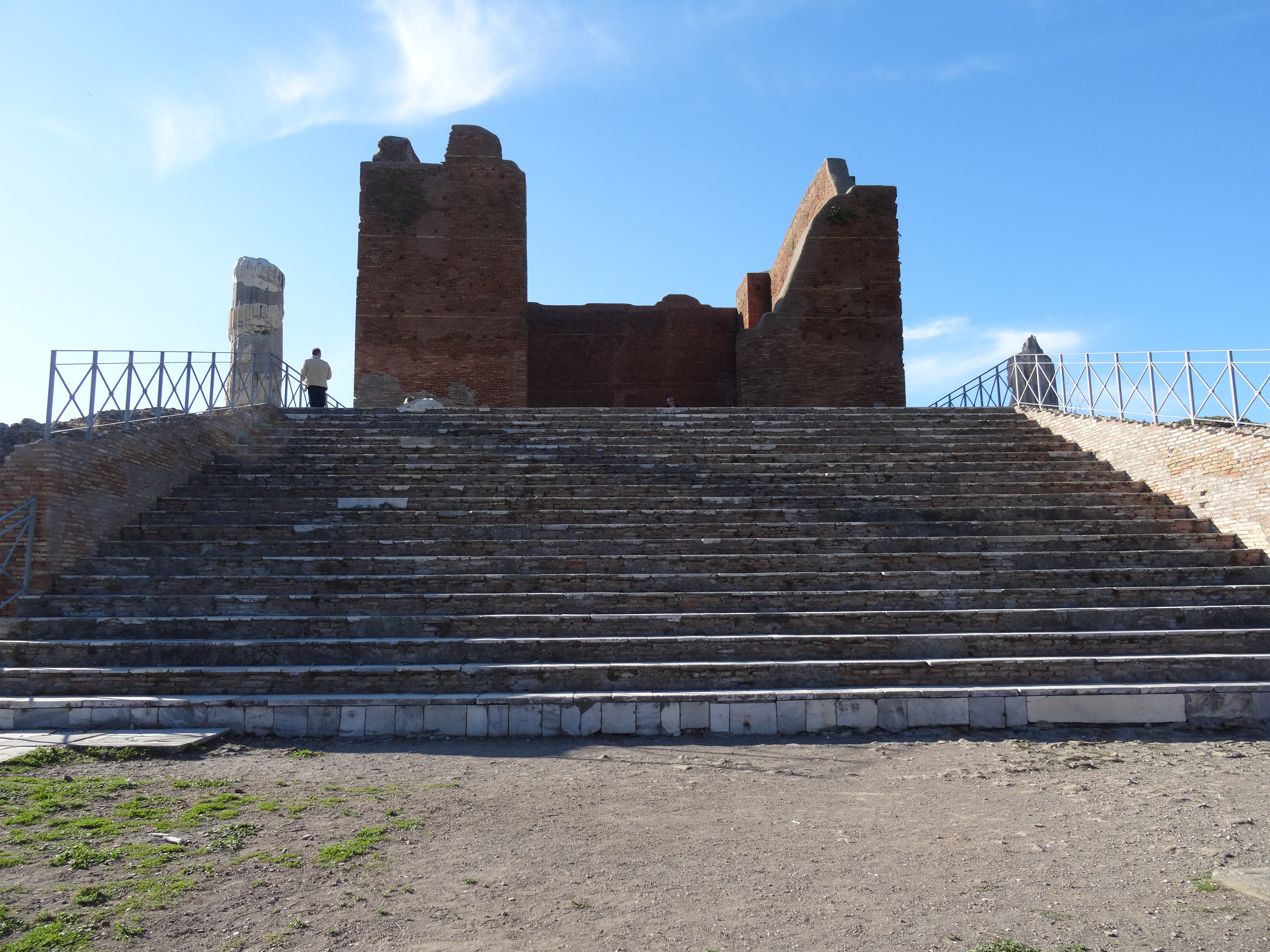
I resti del Capitolium sulla piazza del Foro

Nella regione I si trova la piazza del Foro, all'incrocio tra cardine massimo e decumano massimo, al centro dell'antico castrum. La piazza venne sistemata in età augustea e trasformata sotto Adriano ed è di forma stretta e allungata, fiancheggiata da portici. Ad una estremità è dominata dal Capitolium adrianeo, mentre sul lato opposto si trova il tempio di Roma e Augusto eretto sotto Tiberio. Sul lato occidentale del foro si affacciano anche la Basilica e la Curia, sede dei decurioni.
Lungo il lato sud del decumano massimo che attraversa il castrum si aprono anche altri edifici monumentali, tra cui la piazza porticata detta Foro della Statua Eroica, della metà del IV secolo, e il cosiddetto Tempio Rotondo, con il cortile antistante, del III secolo.
A sud-est del Foro sorge il grande complesso pubblico delle terme del Foro, erette sotto Antonino Pio.
Subito fuori dalla porta occidentale del castrum si trova l'area sacra dell'antico tempio di Ercole, i cui resti furono individuati nel 1794.
La regione II comprende diversi edifici pubblici costruiti nell'area presso il fiume delimitata ad uso pubblico dal pretore urbano di Roma Gaio Caninio. Un'area sacra con quattro tempietti repubblicani vi sorse agli inizi del I secolo a.C.. Vi si trovano la caserma dei Vigili, il teatro con il piazzale delle Corporazioni, e il complesso termale delle terme di Nettuno. Sul luogo dove era stato martirizzato il vescovo Ciriaco, presso il teatro, sorse un oratorio cristiano, frequentato anche in epoca altomedioevale.
La regione III, tra la via della Foce, il tratto orientale del decumano massimo e l'antica spiaggia, comprende prevalentemente complessi abitativi di diverse tipologie, come le Case a giardino, i caseggiati degli Aurighi e del Serapide e le Casette tipo.
La regione IV, tra il tratto orientale del decumano massimo e il tratto meridionale del cardine massimo, fino alla spiaggia, comprende il Tempio della Magna Mater, presso porta Laurentina, e numerose domus e stabilimenti termali, come le terme del Filosofo. Lungo il decumano si aprono un macellum (mercato)  e la sede collegiale della schola del Traiano.  Presso Porta Marina è il tardo foro di Porta Marina.
La regione V, a sud del decumano massimo, ospita horrea, come quelli di Ortensio, strutture abitative e commerciali, alcune domus, come quella del Protiro e della Fortuna Annonaria, e stabilimenti termali. Sono presenti portici lungo il decumano massimo.

### Porto
I primi studi per determinare l'esatta posizione dell'antico porto di Roma risalgono ai primi anni del XIX secolo, a seguito dei quali si ipotizzò che questo si trovasse in corrispondenza di una depressione topografica, ad ovest del cosiddetto "Palazzo Imperiale". Studi del 2013, condotti tramite carotaggi che hanno permesso di scendere oltre la falda acquifera, hanno confermato che il porto si trovava in questa area che, con una profondità di circa 6 metri, era capace di accogliere anche navi di grandi dimensioni; il successivo interramento causato dall'azione del Tevere, ne avrebbe completamente compromesso la funzionalità a partire dal I secolo d.C. .

### Necropoli
Le necropoli romane si sviluppavano fuori dalle cinta murarie, e Ostia non faceva eccezione. Le principali necropoli si trovavano fuori Porta Romana e Porta Laurentina, e un'altra, di più modeste dimensioni, fuori da Porta Marina. Recentemente è stata indagata, e poi ricoperta, la necopoli di Pianabella, mentre un'altra vicina necropoli, quella di Porto, era funzionale all'abitato di Isola Sacra.
Necropoli di via Ostiense
È la più antica ed estesa tra le necropoli ostiensi, attiva tra il II secolo a.C. fino alla tarda età imperiale, e per questo vi si trovano diverse tipologie di tombe. La necropoli si trova sul lato meridionale della via Ostiense, in quanto quello settentrionale (quello sul lato verso il Tevere) era interdetto a qualsiasi attività ediliza. Era quindi lungo e stretto,e per questo, in età imperiale andò allargandosi nella sua parte più meridionale.
Cronologicamente i sepolcri più antichi sono le olle cinerarie risalenti al II secolo a.C., ritrovate in prossimità di Porta Romana entro pozzetti circolari o quadrati durante gli scavi eseguiti tra il 1910 e il 1913. Del I secolo a.C. erano i primi monumenti funebri, edificati ad opera quadrata, che in alcuni casi erano sormontati da altari o edicole. Alla fine del I secolo a.C. risalgono i cosiddetti sepolcri a Busta, recinti a cielo aperto, dove venivano interrate le olle cinerarie, cui seguirono a partire dalla metà del I secolo d.C. i più comuni Colombari, camere sepolcrali, anche a più piani, sulle cui mura erano costruite nicchie dove porre le olle. L'uso dei colombari è attestato fino a tutto il III secolo d.C., insieme a qualche monumento sepolcrale destinato ai personaggi più importanti. Con la decadenza di Ostia, nel IV terminò quasi completamente l'attività di sepoltura in questa necropoli, dove sono attestate solo poche e semplici fosse a inumazione. 
Necropoli fuori Porta Marina
Fuori dalla Porta Marina si trovano due monumenti funebri risalenti alla metà del I secolo a.C.: un mausoleo, per il quale si ignora chi fosse il defunto, e il sepolcro di C. Cartilius Poplicola. La circostanza che fossero stati costruiti in un'epoca in cui in questa parte della città non fosse stato costruito alcun edificio, e che tale situazione permarrà fino alla prima metà del I secolo d.C., fa ritenere che i due monumenti funebri fossero dedicati a personaggi illustri, noti per qualche attività o impresa legata al mare.
Necropoli della via Laurentina
La necropoli, che fu attiva dal I secolo a.C. fino alla fine del III secolo d.C., era destinata alla sepoltura dei liberti, ovvero schiavi rimessi in libertà; se bassa era la loro classe sociale, non sempre lo stesso si può dire della loro posizione economica, vista la fattura di alcuni dei sepolcri qui ritrovati. La tipologia è la stessa di quella presente nella necropoli di via Ostiense, ossia sepolcri a busta prima e colombari poi, almeno fino a tutto il II secolo d.C., alla fine del quale la zona dovette impaludarsi, perché fu ricoperta di materiali edilizia di scarto per almeno tre metri di altezza, così da poter continuare ad essere utilizzata per le sepolture. A quest'ultimo periodo appartengono i modesti colombari e gli arcosoli, ovvero sarcofagi o tombe chiuse da lastre di marmo o in muratura, inserite in una nicchia sormontata da un arco a tutto sesto.

## Attività economiche
Gestione dell'Annona

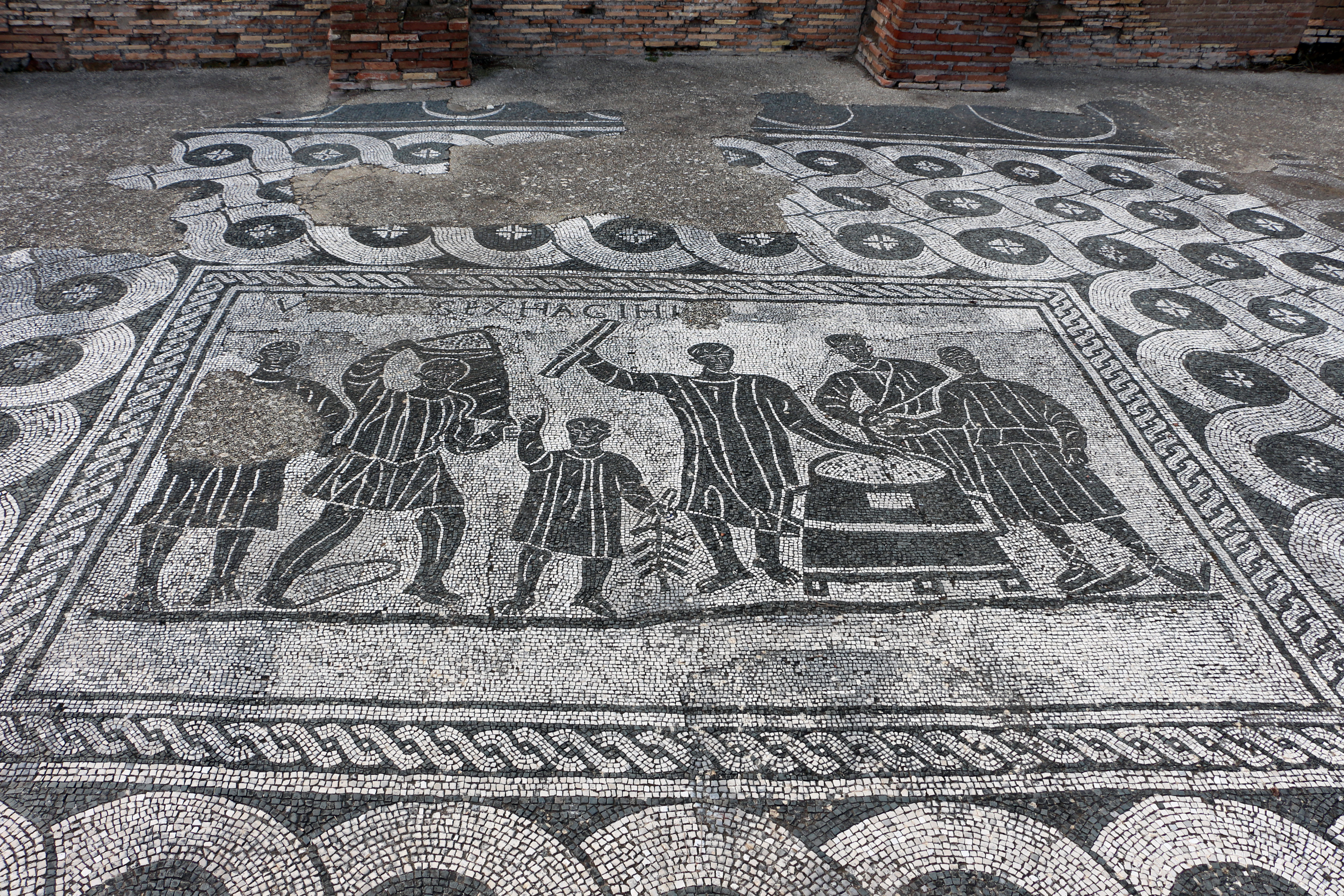
Mosaico che raffigura i mensores frumentarii. Sede collegiale dei Mensores (I,XIX,3)

L'attività, che prende il nome dalla dea Annona dea italica dell'abbondanza e degli approvvigionamenti, indica la politica degli approvvigionamenti alimentari e l'insieme stesso delle derrate tra le quali il grano, di particolare importanza a Roma, dove vigeva il sistema delle frumentationes che garantiva le distribuzioni gratuite che il governo centrale garantiva ai cittadini romani. Il grano arrivava ad Ostia sulle grandi navi onerarie che solcavano il Mediterraneo, veniva da queste sbarcato a terra per essere controllato nella quantità e qualità, immaganizzato, e quindi trasportato a Roma navigando il Tevere. A questa importante attività di controllo del grano erano occupati i mensores frumentarii.
Edili
I Fabri tignuarii erano gli operai a cui erano affidati i lavori di costruzione, manutenzione, restauro e ampliamento degli edifici e magazzini, e per questo motivo costituivano una delle corporazioni più importanti della città, quella del Collegium fabrum tignuarororium ostiensum. Il collegio era rappresentato da tre magistrati eletti dai soci alla carica per cinque anni, a cui riportavano i decurioni a capo delle 16 decurie nella quali era suddivisa la corporazione. 
Lavorazione del legno
Le città e le flotte di Ostia e Porto necessitavano di enormi quantità di legno, a cui nell'antichità si provvedeva grazie alle foreste laziali che, diversamente da oggi dove è predominante il pino, erano dominate da querce. Il legno era necessario per riscaldare le terme, cucinare, costruire navi ed edifici, illuminare, alimentare i forni per la produzione di ceramica, vetro e metallo, e anche per le pire funerarie. Tutte queste attività richiedevano maestranze per tagliare, trasportare e lavorare il legno, come testimoniato anche da un rilievo in terracotta ritrovato tra gli edifici commerciali su via dei Balconi (I, IV, 1), con rappresentati gli attrezzi dei falegnami.
Traghettatori
Ad Ostia si sopperiva alla mancanza di un ponte sul Tevere che collegasse le città all'Isola Sacra grazie all'attività dei traghettatori, o battelieri, riuniti in quattro corporazioni: Traiectus Luculli, Rusticelii, Marmorariorum, Togatensium. Molte delle notizie relative a queste corporazioni si devono a fonti epigrafiche che registravano l'albo dei soci delle diverse corporazioni.

## Statistiche
Nel 2023 il sito archeologico è stato visitato da 273.638 persone generando un introito di 1.677.916 euro, risultando nel 2023 il 25° istituto museale (comprese le aree archeologiche e i monumenti) più visitato d'Italia (tra quelli a pagamento).

### Annotazioni
1. ↑  Delle saline, che secondo le fonti letterarie erano controllate da Veio, rimangono tracce di quelle realizzate in epoca romana, il Campus salinarum romanarum, ma non quelle precedenti etrusche.  Mireille Cébeillac-Gervasoni, Nicolas Laubry e Fausto Zevi, Ricerche su Ostia e il suo territorio, Publications de l’École française de Rome, ISBN 9782728313334.
2. ↑  Secondo Festo (Festo, De verborum significatu, 214) era incerto se la fondazione di Anco Marzio riguardasse la colonia o solo la città, mentre la colonia vi sarebbe stata fondata in seguito. La fondazione della colonia potrebbe essere stata dovuta allo stesso Cicerone, che per motivi propagandistici avrebbe diffuso la tradizione di una fondazione antichissima ( "The late republican period. 267 BC - Octavianus" (archiviato dall'url originale il 3 settembre 2017). sul sito Ostia-Antica.org).
3. ↑  Si è ipotizzato che si trovasse sulla riva destra del Tevere, ovvero più a monte del sito attuale.[14] Secondo un'ipotesi più recente, si sarebbe trovato nell'area dove poi sorsero il porto di Claudio e il porto di Traiano, dove in epoca regia si sarebbe trovata la foce del fiume prima di mutare il suo corso, forse in seguito ad un'alluvione.[15]
4. ↑  È del 311 a.C. l'istituzione della carica dei duumviri navales'.[17]
5. ↑  È del 1997 la nuova datazione proposta per la costruzione delle mura repubblicane, precedentemente posta nel periodo sillano; la revisione della datazione è stata formulata sulla base della revisione filologica delle iscrizioni della Porta Romana.[24]
6. ↑  Dell'attività della zecca, che operò per soli quattro anni dal 309 al 313, restano monete su cui sono incise le lettere OST a significare ostiensis.[35]
7. ↑  I saraceni si spinsero poi fino a Roma, saccheggiando le basiliche di San Pietro e San Paolo
8. ↑  Si ha notizia della visita che Cosimo fece nel 1427, accompagnato da Poggio Bracciolini, ad Ostia per visitare una calcara che utilizzava i marmi antichi per la propria attività.[44]
9. ↑  Il castellano del borgo redigeva la bolletta della tassa doganale, che poi veniva pagata all'attracco al porto di Ripa Grande[44]
10. ↑  È noto di un mosaico con raffigurata la testa di Medusa trasportato a Lisbona.[48]
11. ↑  Tra i reperti più importanti ritrovati da Hamilton,la statua di una Venere e un colossale Antinoo, poi venduti e trasportati a londra.[49]

### Riferimenti
1. ↑  Hermansen, p. 10.
2. ↑  Tito Livio, Periochae I, 18.
3. ↑  Eutropio, I, 5.
4. 1 2  Tito Livio, Periochae I, 32.
5. ↑  Plinio il Vecchio, III, 56.
6. ↑   Ostia antica (Lazio), su romanoimpero.com. URL consultato il 9 settembre 2024.
7. ↑   Gli scavi di Ostia antica, su barocchettoromano.com. URL consultato il 9 settembre 2024.
8. 1 2 3 4 5   Ostia, su treccani.it. URL consultato il 4 settembre 2024.
9. 1 2 3   Parco archeologico di Ostia antica - Area archeologica di Ostia antica, su cultura.gov.it. URL consultato il 9 settembre 2024.
10. ↑   Raccolta delle fonti antiche sulla fondazione di Ostia (archiviato dall'url originale il 3 settembre 2017). sul sito Ostia-Antica.org.
11. ↑  Ennio, 2.22.
12. ↑  Tito Livio, I, 33.
13. ↑  Cicerone, 2.3.5 e 2.18.33.
14. 1 2  Zevi, pp. 68-89.
15. ↑   "The Early Ostia", sul sito Ostia-Antica.org (archiviato dall'url originale il 3 settembre 2017).)
16. ↑  Pavolini, pp. 5-6.
17. ↑  Tito Livio, p. IX, 30.
18. ↑  Pavolini, p. 6.
19. ↑  Fausto Zevi, "Sulle fasi più antiche di Ostia", in Gallina Zevi-Claridge 1996, citato in bibliografia, pp. 75-76.
20. ↑  Taddei, p. 5.
21. 1 2   Il porto e la città: urbanistica e diritto in Ostia antica, su romatevere.hypotheses.org. URL consultato il 30 settembre 2024.
22. ↑  Cicerone, p. 33.
23. ↑   Scheda sulle mura di I secolo a.C..
24. 1 2   Fausto Zevi e Ilaria Manzini, Le iscrizioni della Porta Roma ad Ostia:un riesame, 2007.
25. ↑    - (EN) Ostia, Topographical Dictionary, su ostia-antica.org. URL consultato il 24 settembre 2024.
26. ↑   Frammento dei Fasti Ostienses, su museivaticani.va. URL consultato il 31 dicembre 2024.
27. ↑   I Lucilii Gamalae a Ostia, su journals.openedition.org. URL consultato il 4 ottobre 2024.
28. ↑  (EN) Christer Bruun, Civic Rituals in Imperial Ostia, in AA.VV., Ritual Dynamics and Religious Change in the Roman Empire, Brill, 2009, ISBN 9789047428275.
29. ↑  Caldelli, p. 5.
30. ↑   Parco archeologico di Ostia antica - Complesso degli antichi Porti di Claudio e Traiano, su cultura.gov.it. URL consultato il 20 settembre 2024.
31. ↑   Parco archeologico di Ostia Antica, su turismoroma.it. URL consultato il 9 settembre 2024.
32. ↑  Paschetto, p. 78.
33. ↑  (EN) Collapse, su ostia-antica.org. URL consultato il 31 dicembre 2024.
34. ↑  (EN) Rome steps in, su ostia-antica.org. URL consultato il 31 dicembre 2024.
35. ↑  Paschetto, pp. 84-86.
36. 1 2 3 4 5 6 7 8 9 10 11   Storia degli scavi di Ostia antica, su academia.edu. URL consultato il 20 settembre 2024.
37. ↑  Liber Pontificalis, pp. 63-164.
38. ↑  (EN) Commerce and administration, su ostia-antica.org. URL consultato il 31 dicembre 2024.
39. ↑   Santa Monica, su santiebeati.it. URL consultato il 22 settembre 2024.
40. ↑  (EN) Slow decay and slow emergence, su ostia-antica.org. URL consultato il 31 dicembre 2024.
41. 1 2 3   Il borgo di Ostia Antica, su santaurea.org. URL consultato il 25 settembre 2024.
42. ↑   Giovanni VIII Papa, su santiebeati.it. URL consultato il 5 ottobre 2024.
43. ↑  Paschetto, p. 102.
44. 1 2 3 4 5  Pannuzi, 1631-1634.
45. ↑   Baccio Ponticelli, su treccani.it. URL consultato il 30 settembre 2024.
46. ↑   Alessandro VI, papa, su treccani.it. URL consultato il 1º ottobre 2024.
47. ↑  Fea, p. 28.
48. ↑  Fea, p. 42.
49. ↑  Fea, p. 43.
50. ↑  Nibby, p. 292.
51. ↑  Rinaldi, p. 2.
52. ↑  Rinaldi, p. 3.
53. ↑  Rinaldi, p. 30.
54. ↑  Rinaldi, p. 47.
55. ↑  Rinaldi, p. 54.
56. ↑  (EN) Ostia, su britannica.com. URL consultato il 24 settembre 2024.
57. ↑  Rinaldi, p. 56.
58. ↑  Rinaldi, p. 115.
59. ↑  Rinaldi, p. 119.
60. ↑   Ostia antica: storia e sviluppo urbano, su ostiaantica.beniculturali.it. URL consultato il 30 settembre 2024.
61. ↑  Hermansen, pp. 2-4.
62. ↑  Taddei, p. 6.
63. ↑  (EN) The city walls, su ostia-antica.org. URL consultato il 31 dicembre 2024.
64. ↑  David, par. 2.
65. ↑  David, par. 4-5.
66. ↑  David, par. 7.
67. ↑   Fausto Zevi, Appunti per una storia di Ostia repubblicana, in Antiquité, vol. 114, 2002,  pp. 13-58, DOI:10.3406/mefr.2002.10694. URL consultato il 5 ottobre 2024.
68. ↑  Pavolini, p. 200.
69. ↑   Le Regioni di Ostia antica, su ostiaantica.beniculturali.it. URL consultato il 5 ottobre 2024.
70. ↑  Taddei, p. 18.
71. ↑  (EN) Regio I - Insula VIII - Horrea Epagathiana et Epaphroditiana (I,VIII,3), su ostia-antica.org. URL consultato il 21 dicembre 2024.
72. ↑  (EN) Regio I - Insula VIII - Botteghe I,VIII,10, su ostia-antica.org. URL consultato il 21 dicembre 2024.
73. ↑  (EN) Regio II - Insula I - Mitreo Aldobrandini (II,I,2) and Torre sul Tevere (II,I,3), su ostia-antica.org. URL consultato il 31 dicembre 2024.
74. ↑  (EN) Regio II - Insula VII - Teatro (II,VII,2), su ostia-antica.org. URL consultato il 31 dicembre 2024.
75. ↑  Taddei, pp. 9-10.
76. ↑   Mura repubblicane, su ostiaantica.beniculturali.it. URL consultato il 6 ottobre 2024.
77. ↑  Paschetto, pp. 243-244.
78. ↑  (EN) Regio V - Insula XVIII - Edificio V,XVIII,1 and Porta Secondaria, su ostia-antica.org, 6 novembre 2024.
79. ↑   Porta Laurentina, su ostiaantica.beniculturali.it. URL consultato il 6 ottobre 2024.
80. ↑  (EN) Regio IV - Porta Laurentina, su ostia-antica.org. URL consultato il 6 ottobre 2024.
81. ↑  Taddei, p. 32.
82. ↑   Maria Stella Arena, Opus sectile di Porta Marina, Sovraintendenza per i beni archeologici di Ostia, 2007.
83. ↑  (EN) Regio III - Porta Marina, su ostia-antica.org. URL consultato il 6 ottobre 2024.
84. ↑   L'area centrale e i complessi di rappresentanza, su ostiaantica.beniculturali.it. URL consultato l'8 ottobre 2024.
85. ↑  (EN) Forum, su ostia-antica.org. URL consultato il 19 ottobre 2024.
86. ↑  (EN) Rome in the Footsteps of an XVIIIth Century Traveller, su romeartlover.it. URL consultato l'8 ottobre 2024.
87. ↑  (EN) Regio I - Insula XI - Tempio Rotondo (I,XI,1) (Round Temple), su ostia-antica.org. URL consultato l'8 ottobre 2024.
88. ↑   Le terme del foro e latrina pubblica, su visite-guidate-roma.com. URL consultato l'8 ottobre 2024.
89. ↑  Fea, p. 39.
90. ↑  Taddei, pp. 11-12.
91. ↑  (EN) Regio II - Insula V - Caserma dei Vigili (II,V,1-2) - "bars", su ostia-antica.org. URL consultato l'8 ottobre 2024.
92. ↑   Teatro romano di Ostia Antica, su turismoroma.it. URL consultato l'8 ottobre 2024.
93. ↑   Terme di Nettuno, su ostiaantica.beniculturali.it. URL consultato l'8 ottobre 2024.
94. ↑   L’oratorio cristiano di Ostia Antica, su specchioromano.it. URL consultato l'8 ottobre 2024.
95. ↑  Hermansen, pp. 17-18.
96. ↑  (EN) Regio III - Insula IX - Case a Giardino - paintings, su ostia-antica.org. URL consultato l'8 ottobre 2024.
97. ↑   Caseggiato del Serapide, su ostiaantica.beniculturali.it. URL consultato l'8 ottobre 2024.
98. ↑  (EN) Regio III - Insula XII & XIII - Casette Tipo (III,XII,1-2 - III,XIII,1-2) (Standard Houses), su ostia-antica.org. URL consultato l'8 ottobre 2024.
99. ↑   Berlioz Stefania, Il campus magnae matris di Ostia, in Cahiers du Centre Gustave Glotz, vol. 8, 1997,  pp. 97-110, DOI:10.3406/ccgg.1997.1435.
100. ↑   Il Macellum e i Mercati, su archeorome.com. URL consultato l'8 ottobre 2024.
101. ↑   Natale di Roma, riapre la "Schola del Traiano", su rainews.it. URL consultato l'8 ottobre 2024.
102. ↑   L'area dei culti orientali e il quartiere residenziale di Porta Laurentina, su ostiaantica.beniculturali.it. URL consultato l'8 ottobre 2024.
103. ↑  (EN) Topographical dictionary - regio V - clickable plan, su ostia-antica.org. URL consultato l'8 ottobre 2024.
104. ↑  (EN) Jean-Philippe Goiran, Ferréol Salomon, Ilaria Mazzini, Jean-Paul Bravard, Elisa Pleuger, Cécile Vittori, Giulia Boetto, Jonatan Christiansen, Pascal Arnaud, Angelo Pellegrino, Caterina Pepe e Laura Sadori, Geoarchaeology confirms location of the ancient harbour basin of Ostia (Italy), in Journal of Archaeological Science, vol. 41, 2014,  pp. 389-398, DOI:10.1016/j.jas.2013.08.019. URL consultato il 21 dicembre 2024.
105. ↑  Pellegrino, p. 4.
106. ↑  Pellegrino, p. 11.
107. ↑   Francesca Boldrighini, La Necropoli di Porta Romana, Sovraintendenza archeologica di Ostia, 2005.
108. ↑   La necropoli della via Ostiense, su ostiaantica.beniculturali.it. URL consultato il 14 ottobre 2024.
109. ↑  Pellegrino, pp. 12-14.
110. ↑  Pellegrino, pp. 29-34.
111. ↑   Francesca Boldrighini, La necropoli della via Laurentina, Sovraintendenza archeologica di Ostia, 2005. URL consultato il 12 gennaio 2025.
112. ↑  Pellegrino, pp. 37-39.
113. ↑   Grano e pane ad Ostia, su ostiaantica.beniculturali.it. URL consultato l'8 gennaio 2025.
114. ↑   Caseggiato dei Misuratori di Grano, su ostiaantica.beniculturali.it. URL consultato l'8 gennaio 2025.
115. ↑  Paschetto, pp. 208-209.
116. ↑  (EN) Regio I - Insula IV - Botteghe I,IV,1, su ostia-antica.org. URL consultato il 31 dicembre 2024.
117. ↑  (EN) AA.VV., Ostia as a center of production, in Life and Death in a Multicultural Harbour City : Ostia Antica from the Republic through Late Antiquity, Arja Karivieri, 2020. URL consultato il 31 dicembre 2024.
118. ↑   Antonio Licordari, Osservazioni sulle corporazioni dei lenuncularii traiectus Luculli e di altri battellieri, in antiquité, 2024,  pp. p. 151-163, DOI:10.4000/12rxn.
119. ↑   Tavola 7 - Visitatori e Introiti di Musei Monumenti e Aree Archeologiche Statali - ANNO 2023 (PDF), su statistica.cultura.gov.it. URL consultato il 9 settembre 2023.
120. ↑   Tavola 8 -Top 30 Visitatori Istituti a pagamento (PDF), su statistica.cultura.gov.it. URL consultato il 9 settembre 2023.